# Makrónisos (ö i Grekland)
Makrónisos är en ö i Grekland.   Den ligger i prefekturen Nomós Attikís och regionen Attika, i den sydöstra delen av landet, 26 km väster om huvudstaden Aten. Arean är 0,34 kvadratkilometer.
Terrängen på Makrónisos är platt. Öns högsta punkt är 26 meter över havet. Den sträcker sig 0,4 kilometer i nord-sydlig riktning, och 1,4 kilometer i öst-västlig riktning.